# José Palmeiro
José Palmeiro Martínez fue un artista pintor y litógrafo español, de la Escuela de París, nacido en Madrid  el 19 de agosto de 1903 y fallecido en Bergerac, Francia, el 15 de marzo de 1984.

## Datos biográficos
De raíces gallegas, los datos del nacimiento de José Palmeiro quedan imprecisos: aunque los aquí enunciados son los generalmente admitidos, hay ciertas fuentes que afirman que nació en 1901 y que es nativo de Betanzos (Galicia).
A los 18 años, trabajó en los talleres del periódico El Sol donde sus dibujos fueron publicados.  José Palmeiro llegó a París en 1925 donde se instaló en el barrio de Montparnasse. Entabló amistad con Celso Lagary forma parte del grupo de pintores españoles de la Escuela de París. También estableció vínculos de amistad con Ginés Parra y de Óscar Domínguez.

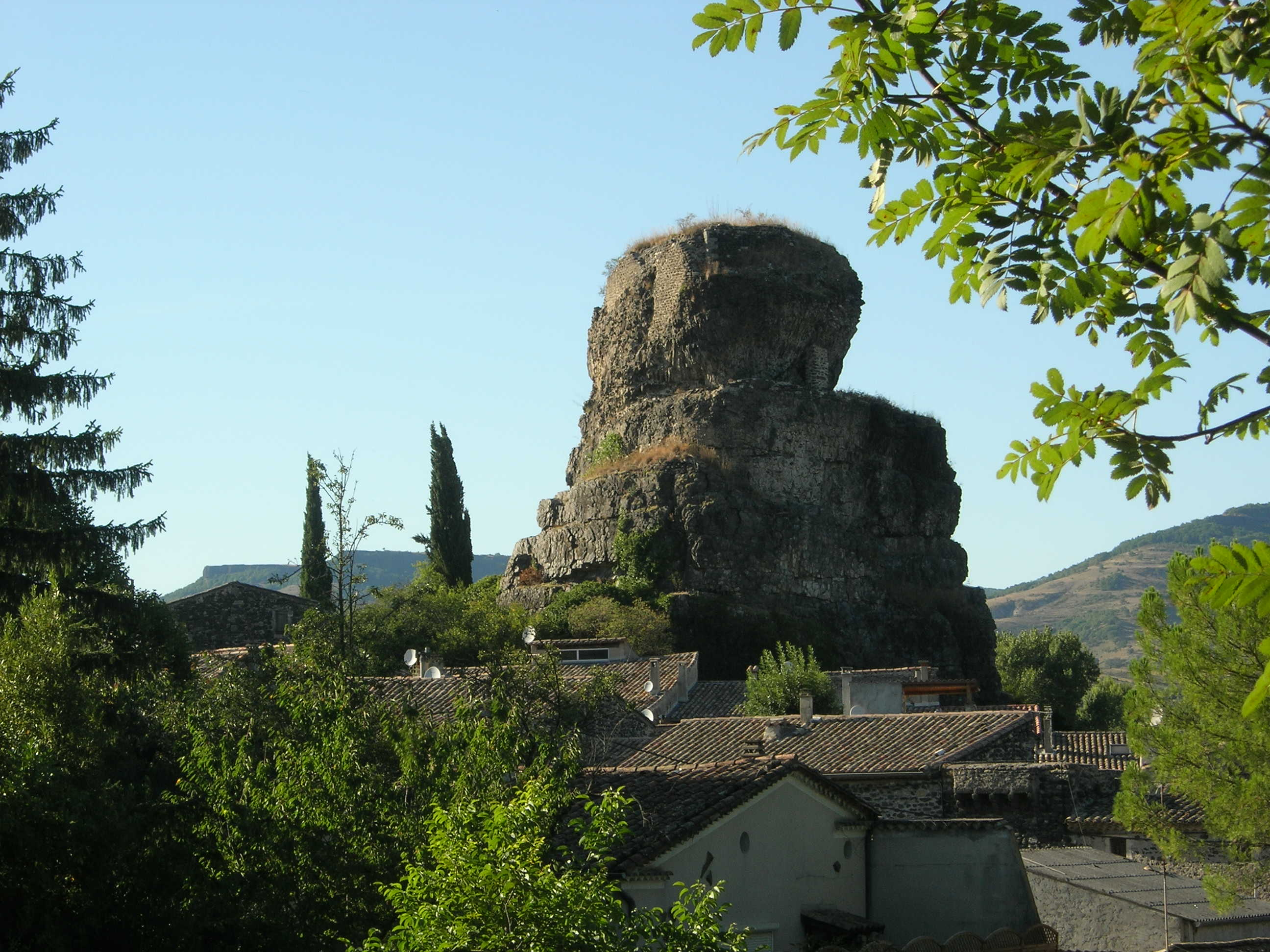
Alba-la-Romaine (Ardèche)

Después de haber sido artista permanente de la Galería del Elíseo, los años 1945-1946 son para José Palmeiro de realización de diversas exposiciones en compañía de otros artistas españoles de la Escuela de París, En 1947 inició una estancia de diez años en América del Sur. El diccionario Bénézit y Gérald Schurr están de acuerdo en ver el año de 1948 cuando Palmeiro rompe con su pasado y deja de ser el pintor de las 

jeunes filles espagnoles en fleur

 para orientarse, en una herencia posimpresionista y poscubista, hacia el paisaje y la naturaleza muerta.
Con su amigo Ginés Parra, José Palmeiro formó parte del grupo de artistas de Alba-la-Romaine, pueblo de Ardèche al que André Lhote sacó del olvido.

## Contribuciones bibliofílicas
- Jean Giono, Carreteras y caminos Edición de las pintoras testigos de su tiempo con ocasión de su XI exposición, cincuenta seis planches fuera de-texto de dibujos en fac-similé por Yvette Alde, Pierre Ambrogiani, Michel Ciry, Édouard Goerg, Henri Hayden, Camille Hilaire, Isis Kischka, Roger Lersy, José Palmeiro, Joseph Pressmane, Michel Rodde, Kostia Terechkovitch, Henry de Waroquier, Gabriel Zendel..., Ediciones del Palacio Galliera, 1962.

## Exposiciones personales
- Galería de Elíseo, París, enero 1943.
- Museo de arte moderno de São Paulo, 1954.
- Museo de La Plata, Buenos Aires, 1956.[3]
- Galería René Drouet, París, 1958, 1959.[1][4]
- Club Urbis, Madrid, febrero #marzo 1972.
- Galería Guigné, París, noviembre 1976.[5]
- Galerías San Vicente, València (España), 1978.
- Galería José Lorenzo, Santiago de Compostela, abril de 2008.
- Exposiciones no datadas : Londres, Nueva York, Chicago, Barcelona.[6]